# Thaumatogryllus
Thaumatogryllus is een geslacht van rechtvleugeligen uit de familie krekels (Gryllidae). De wetenschappelijke naam van dit geslacht is voor het eerst geldig gepubliceerd in 1899 door Perkins.

## Soorten
Het geslacht Thaumatogryllus omvat de volgende soorten:
- Thaumatogryllus cavicola Gurney & Rentz, 1978
- Thaumatogryllus conanti Otte, 1994
- Thaumatogryllus mauiensis Otte, 1994
- Thaumatogryllus variegatus Perkins, 1899